# ژرمانیوم (IV) سولفید
ژرمانیوم (۴) سولفید(به انگلیسی: Germanium(IV) sulfide) ترکیبی معدنی با فرمول GeS2 است.
ژرمانیوم (۴) سولفید ساختار بلوری دارد و در ۸۰۰ °C ذوب می‌شود.